# Wollbach
Wollbach település Németországban, azon belül Bajorországban. Lakosainak száma 1478 fő (2023. december 31.).

## Szomszédos községek
- Bastheim (észak)
- Unsleben (északkelet)
- Heustreu (kelet)
- Bad Neustadt an der Saale (dél, nyugat)

## Népesség
A település népessége az elmúlt években az alábbi módon változott:
| Lakosok száma | 512  | 855  | 1082 | 1146 | 1303 | 1308 | 1313 | 1311 | 1440 | 1478 |
|               | 1875 | 1950 | 1975 | 1987 | 2012 | 2014 | 2016 | 2017 | 2021 | 2023 |